# Seven Mile Ford (Virginia)
Seven Mile Ford è un census-designated place (CDP) degli Stati Uniti d'America, situato nello stato della Virginia, nella contea di Smyth. Secondo il censimento del 2020 gli abitanti di Seven Mile Ford ammontavano a 664.
L'Aspenvale Cemetery di Seven Mile Ford è stato inserito nel National Register of Historic Places nel 1980.